# Église protestante de la Confession d'Augsbourg d'Alsace et de Lorraine
Église protestante de la Confession d’Augsbourg d'Alsace et de Lorraine (EPCAAL) (tyska: Protestantische Kirche Augsburgischen Bekenntnisses von Elsass und Lothringen) är ett kristet lutherskt trossamfund som startades 1872, och håller till i Frankrike. De flesta församlingarna finns i Alsace och Moselle.
Sedan 2006 är EPCAAL medlem i Union des Églises protestantes d'Alsace et de Lorraine.

### Fotnoter
1. ↑  ”Union of Protestant Churches in Alsace and Lorraine” (på engelska). Kyrkornas världsråd. 19 mars 2014. http://www.oikoumene.org/en/member-churches/union-of-protestant-churches-in-alsace-and-lorraine. Läst 17 maj 2014.